# فريدريك دسوزا
فريدريك دسوزا (بالإنجليزية: Frederick D’Souza)‏ هو كاهن كاثوليكي هندي، ولد في 4 ديسمبر 1934، وتوفي في 12 يوليو 2016.